# Gúnar Armin Halboth
Gúnar Armin Halboth (Rio de Janeiro, 21 de março de 1967) é um aviador brasileiro, conhecido pelos seus voos de acrobacia aérea e 9 recordes mundiais reconhecidos pela Federação Aeronáutica Internacional.

## História
Nascido na capital fluminense em 1967, Gúnar se mudou com a família ainda recém-nascido para a cidade serrana de Petrópolis. Lá iniciou seu envolvimento com a aviação ainda na infância, no aeromodelismo. Gostava de montar e projetar modelos de planadores de lançamento livre, kits controlados a cabo e rádio controlados. Aos 10 anos ganhou de aniversário um passeio de Paulistinha no Rio de Janeiro.
Aos 16 anos de idade, no Aeroclube de Juiz de Fora, começou a voar planadores e obteve seu brevê, e aos 19 anos chegou a seu primeiro trabalho, como instrutor de voo em aviões. Em seguida tirou a licença de IFR e passou a dar instrução com esse foco, seguido por multimotores. Prosseguiu então para a aviação executiva e posteriormente para a comercial, passando por Varig, EVA Air, Shenzhen Airlines e Ryanair, voltando mais tarde para a executiva, onde atualmente pilota helicópteros.

## Aviação Esportiva
Gúnar começou seu envolvimento com a aviação esportiva pouco depois de começar a voar. Já fez apresentações e competiu com diferentes tipos de planadores e aviões. Na sua carreira ele é mais associado aos modelos Pitts S-1S, DR-107 One Design, CEA-308, CEA-311 Anequim e SZD-48 Jantar Standard 3.

## Títulos e Recordes
- Rali Aéreo Alberto Bertelli: 1986 (2º lugar)
- Copa Decathlon: 2000
- Campeonato Brasileiro de Acrobacia Aérea – Categoria Avançada: 2000 e 2002
- Campeonato Brasileiro de Acrobacia Aérea – Categoria Ilimitada: 2005[3]

- FAI sub-classe C-1a/0, Velocidade em circuito de 3 km:[1] 360,13 km/h – CEA-308 (2010)
- FAI sub-classe C-1a/0, Tempo de subida a altura de 3 000 m:[1] 8 min 51 seg – CEA-308 (2010)
- FAI sub-classe C-1a/0, Velocidade em circuito reto de 15/25 km:[1] 329,1 km/h – CEA-308 (2010)
- FAI sub-classe C-1a/0, Velocidade em circuito fechado de 100 km sem carga paga:[1] 326,8 km/h – CEA-308 (2010)
- FAI sub-classe C-1a, Velocidade em circuito de 15 km:[1] 511,19 km/h – CEA-311 Anequim (2015)
- FAI sub-classe C-1a, Velocidade em circuito de 3 km:[1] 521,08 km/h – CEA-311 Anequim (2015)
- FAI sub-classe C-1a, Velocidade em circuito fechado de 100 km sem carga paga:[1] 490,14 km/h – CEA-311 Anequim (2015)
- FAI sub-classe C-1a, Tempo de subida a altura de 3 000 m:[1] 2 min 26 seg – CEA-311 Anequim (2015)
- FAI sub-classe C-1a, Velocidade em circuito fechado de 500 km sem carga paga:[1] 493,74 km/h – CEA-311 Anequim (2015)